# Ruzsa Sándor
Ruzsa Sándor (1920. március 9. – 1997. április 2. előtt) válogatott magyar labdarúgó, kapus.

## Pályafutása

### Klubcsapatban
1945 és 1948 között a Vasas labdarúgója volt, ahol két ezüst- és egy bronzérmet szerzett a csapattal. 1948 és 1950 között a Kispest együttesében védett, ahol egy bajnoki címet szerzett a csapattal. 1950 és 1952 között is a Vasas kapusa volt. 1953-ban a másodosztályú Bp. Vasas Izzó kapusa lett, ahol 1954-es és 1955-ös idényben még kilenc alkalommal szerepelt az első osztályban. Az élvonalban összesen 183 mérkőzésen védett. Magas termetű, megbízható, jól helyezkedő kapus volt, aki jól futott ki és kiválóan hárította a magas labdákat. Egyszerű, bravúroktól mentes volt a stílusa, a biztonságra törekedett, így potyagólt is kevés alkalommal kapott.

### A válogatottban
1949 és 1950 között két alkalommal védett csereként a válogatottban.

## Sikerei, díjai
- Magyar bajnokság
  - bajnok: 1949–50
  - 2.: 1945–46, 1947–48
  - 3.: 1946–47, 1948–49

## Statisztika

### Mérkőzései a válogatottban
| Magyarország | Magyarország       | Magyarország                | Magyarország  | Magyarország | Magyarország | Magyarország | Magyarország | Magyarország |
| #            | Dátum              | Helyszín                    | Hazai         | Eredmény     | Vendég       | Kiírás       | Gólok        | Esemény      |
| ------------ | ------------------ | --------------------------- | ------------- | ------------ | ------------ | ------------ | ------------ | ------------ |
| 1.           | 1949. november 20. | Újpest, Megyeri úti stadion | Magyarország  | 5 – 0        | Svédország   | barátságos   | -            | 81'          |
| 2.           | 1950. június 4.    | Varsó                       | Lengyelország | 2 – 5        | Magyarország | barátságos   | -            | 75'          |
|              | Összesen           |                             |               | 2            | mérkőzés     |              | 0            | gól          |